# Mihăiță Țigănescu
Mihăiță Vasile Țigănescu (Horodnic de Jos, 4 de febrero de 1998) es un deportista rumano que compite en remo.
Participó en los Juegos Olímpicos de Tokio 2020, obteniendo una medalla de plata en la prueba de cuatro sin timonel.
Ganó una medalla de plata en el Campeonato Mundial de Remo de 2019 y cinco medallas en el Campeonato Europeo de Remo entre los años 2018 y 2024.

## Palmarés internacional
| Juegos Olímpicos   | Juegos Olímpicos      | Juegos Olímpicos  | Juegos Olímpicos   |
| Año                | Lugar                 | Medalla           | Prueba             |
| ------------------ | --------------------- | ----------------- | ------------------ |
| 2020               | Tokio (Japón)         | Medalla de plata  | Cuatro sin timonel |
| Campeonato Mundial |                       |                   |                    |
| Año                | Lugar                 | Medalla           | Prueba             |
| 2019               | Ottensheim (Austria)  | Medalla de plata  | Cuatro sin timonel |
| Campeonato Europeo |                       |                   |                    |
| Año                | Lugar                 | Medalla           | Prueba             |
| 2018               | Glasgow (Reino Unido) | Medalla de oro    | Cuatro sin timonel |
| 2021               | Varese (Italia)       | Medalla de plata  | Cuatro sin timonel |
| 2022               | Múnich (Alemania)     | Medalla de bronce | Cuatro sin timonel |
| 2023               | Bled (Eslovenia)      | Medalla de plata  | Ocho con timonel   |
| 2024               | Szeged (Hungría)      | Medalla de bronce | Ocho con timonel   |